# Buchsee (See, Fronreute)
Der Buchsee ist ein Stillgewässer im Gebiet der baden-württembergischen Gemeinde Fronreute im Landkreis Ravensburg in Deutschland.

## Lage
Der 6,7 Hektar große Buchsee, rund zwei Kilometer nordwestlich der Fronreuter Ortsmitte beim Weiler Buchsee und auf einer Höhe von 575,9 m ü. NHN gelegen, ist in Privatbesitz und wird als Angel- sowie Badegewässer eines Campingplatzes genutzt. 

## Hydrologie
Der während der letzten Eiszeit in einem Toteisloch entstandene See hat heute ein Einzugsgebiet von rund 246 Hektar. Die Größe der Wasseroberfläche beträgt 6,7 Hektar, bei einer durchschnittlichen Tiefe von 1,1 Meter und einer maximalen Tiefe von 1,7 Meter ergibt sich ein Volumen von rund 76.400 Kubikmeter.
Der Hauptzulauf des Sees erfolgt über Grundwasserzufluss sowie aus dem Häcklerweiher, der Abfluss über den Schreckensee und die Hühler Ach zur Schussen, damit zum Bodensee bzw. Rhein und letztendlich in die Nordsee.

## Ökologie
Seit 1989 ist Fronreute mit dem Buchsee am Aktionsprogramm zur Sanierung oberschwäbischer Seen beteiligt. Ein wichtiges Ziel dieses Programms ist, Nährstoffeinträge in Bäche, Seen und Weiher zu verringern und die Gewässer dadurch in ihrem Zustand zu verbessern und zu erhalten.
Das Einzugsgebiet des Sees wird zu 30 Prozent für die Wald- und 70 Prozent für die Landwirtschaft – hauptsächlich Acker- (30 %) und Grünland (40 %) – genutzt.
| Jahr                                     | 1990   | 1991   | 1993   | 1994   | 1999   | 2005   | 2011   | 2016  |
| Gesamt PO4-Phosphor (µg/l)               | 165,00 | 99,00  | 210,00 | 98,00  | 97,00  | 113,00 | 89,00  | 77,00 |
| Chlorophyll a (µg/l)                     | 5,60   | 48,00  | 141,00 | 81,00  | 41,00  | 152,00 | 149,00 |       |
| Chlorophyll a-Spitze (µg/l)              | 13,00  | 154,00 | 444,00 | 244,00 | 183,00 | 416,00 | 822,00 |       |
| anorganischer Gesamt-Stickstoff a (mg/l) | 1,26   | 0,49   | 0,46   | 0,55   | 0,30   | 0,20   | 0,66   |       |
| Sichttiefe (m)                           | >1,70  | 0,90   | 0,30   | 0,40   | 0,70   | 0,70   | 0,60   |       |
| Trophiestufe                             |        |        |        |        |        |        |        | p1    |

## Schutzgebiet
Der Buchsee ist Teil des Naturschutzgebiets „Dornacher Ried mit Häckler Ried, Häckler Weiher und Buchsee“ (4.001) sowie des Schonwaldes „Einöd“ (200404).